# Entomophaga sufferta
Entomophaga sufferta là một loài ruồi trong họ Tachinidae.